# 天主教基塔萊教區
天主教基塔萊教區（拉丁語：Dioecesis Kitalensis）是肯亞一個羅馬天主教教區，屬基蘇木總教區。
教區成立於1998年4月3日，包括波科特區和外恩佐亞區。2016年有164,000名教友（佔轄區總人口15.9%）、廿三個堂區、四十五名司鐸。現任教區主教為莫里斯·安多尼·克勞利。